# ركلنهاوزن
رِكْلِنْهَوزِن (بالألمانية: Recklinghausen) مدينة في غرب ألمانيا وهي مركز منطقة ركلنهوزن الإدارية وتحتل المدينة المرتبة ال60 من ناحية الكبر في ألمانيا و22 الأكبر في ولاية شمال الراين-وستفاليا حيث يبلغ عدد سكانها 114,003 نسمة حسب إحصاء سنة 2016، كما تبلغ مساحة المدينة 66 كم مربع. وتتواجد في هذه المدينة الكثير من المزارع.
والمدن الشقية لها هي مدن عكا في إسرائيل، وبيطوم في بولندا، ودوردريخت في هولندا، ودواي في فرنسا، وبرستون في المملكة المتحدة واشمالكالدن في تورينغن في ألمانيا.

## معرض صور

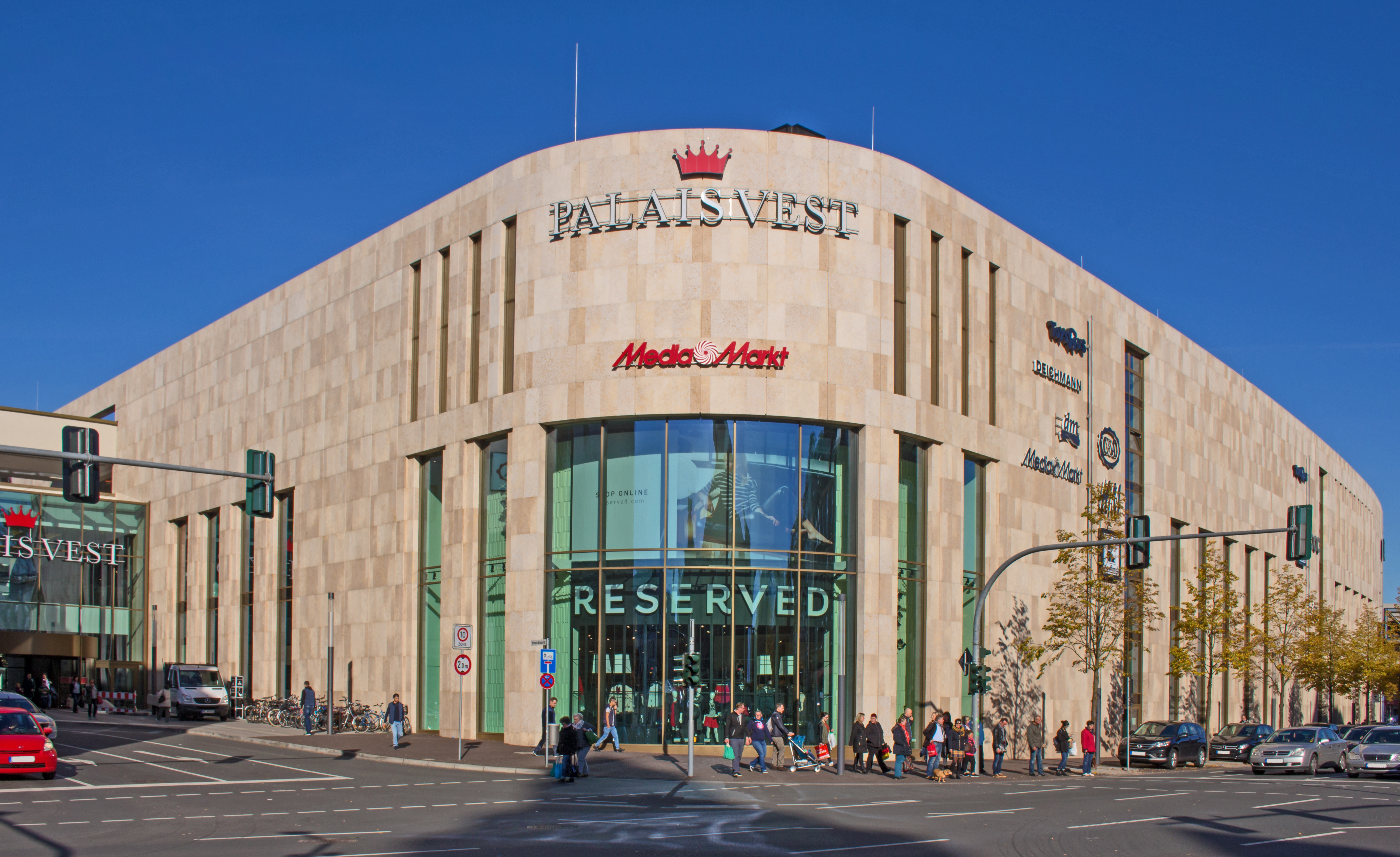
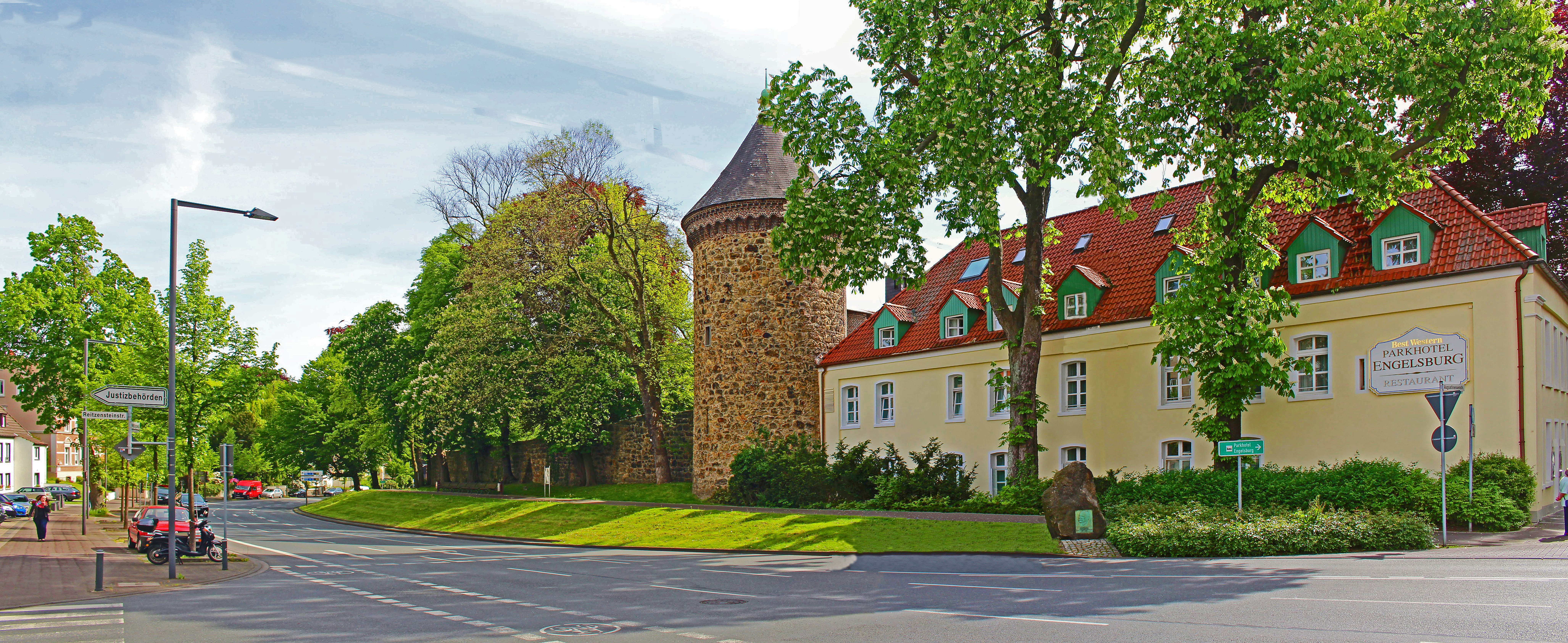
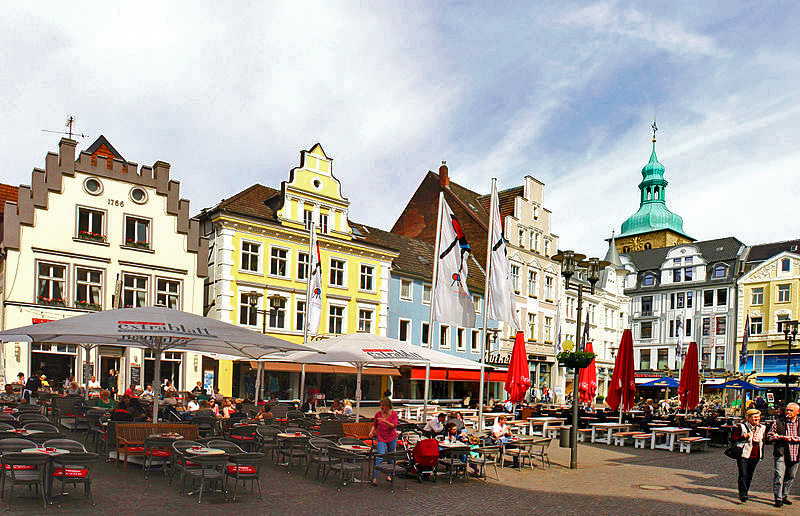
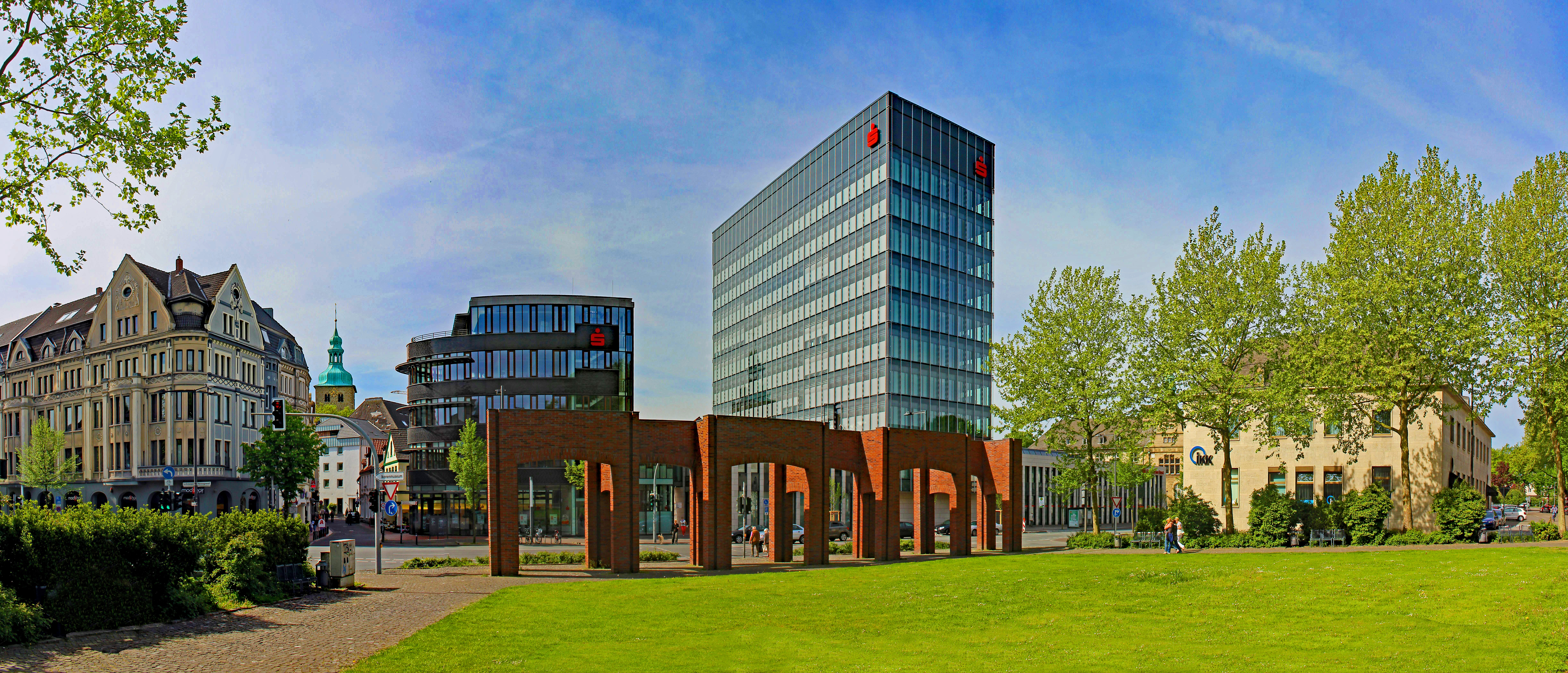
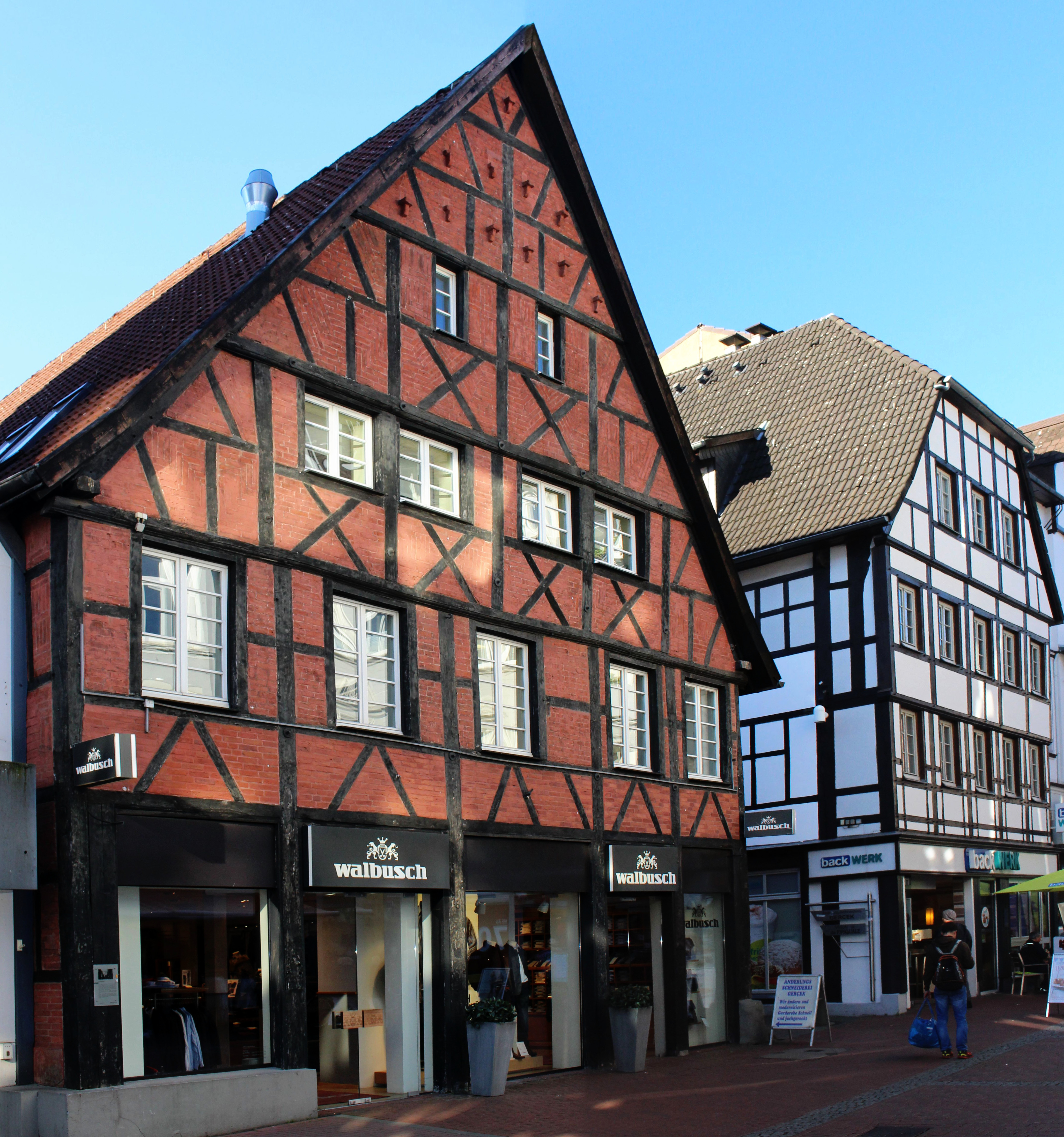

## توأمة
لركلنهاوزن اتفاقيات توأمة مع كل من:
- برستون
- دواي (1965 - )[8]
- دوردريخت
- عكا
- اشمالكالدن
- بيطوم (2001 - )

## أعلام
- توماس كروز
- ريناته كوناست
- أندريا يورغنز
- سيزار بوفولني
- فالتر جيلر
- رالف مولر
- كورت ماير
- أنطون بنينج